# Tamba vandenberghi
Tamba vandenberghi är en fjärilsart som beskrevs av Louis Beethoven Prout 1932. Tamba vandenberghi ingår i släktet Tamba och familjen nattflyn. Inga underarter finns listade i Catalogue of Life.